# أغنيس مورهيد
أغنيس روبرتسون مورهيد (بالإنجليزية: Agnes Moorehead)‏ (6 ديسمبر 1900-30 أبريل 1974)، ممثلة أمريكية شملت مهنتها التي استمرت 41 عامًا العمل في الراديو والمسرح والسينما والتلفزيون. اشتهرت بأدائها لشخصية إندورا في المسلسل الكوميدي التلفزيوني بيويتشد، ولعبت العديد من الأدوار البارزة في الأفلام، بما في ذلك فيلم سيتيزِن كين (المواطن كين)، وذا ماغنيفيسينت أمبرسونز (آل أمبرسون الأجلاء)، ودارك باسيدج، وأول ذات هيفين ألّاوز، وشاو بوت، وهاش هاش، وسويت شارلوت.
نادرًا ما لعبت مورهيد أدوارًا رئيسية خلال مسيرتها المهنية، ولكن مكّنتها مهارتها في تطوير الشخصية والتوسّع بها من الفوز بجائزة الإيمي برايم تايم وجائزتي غولدن غلوب، بالإضافة إلى ترشيحات لأربع جوائز أوسكار وست جوائز إيمي. كانت أول امرأة تستضيف حفل توزيع جوائز الأوسكار. نال انتقالها إلى التلفزيون الإشادة بالأعمال الدرامية والكوميدية. كان بإمكانها أن تؤدي أنواعًا مختلفة من الشخصيات، ولكنها غالبًا ما ركزت على الشخصية المتكبرة والمتعجرفة.

## المسار المهني

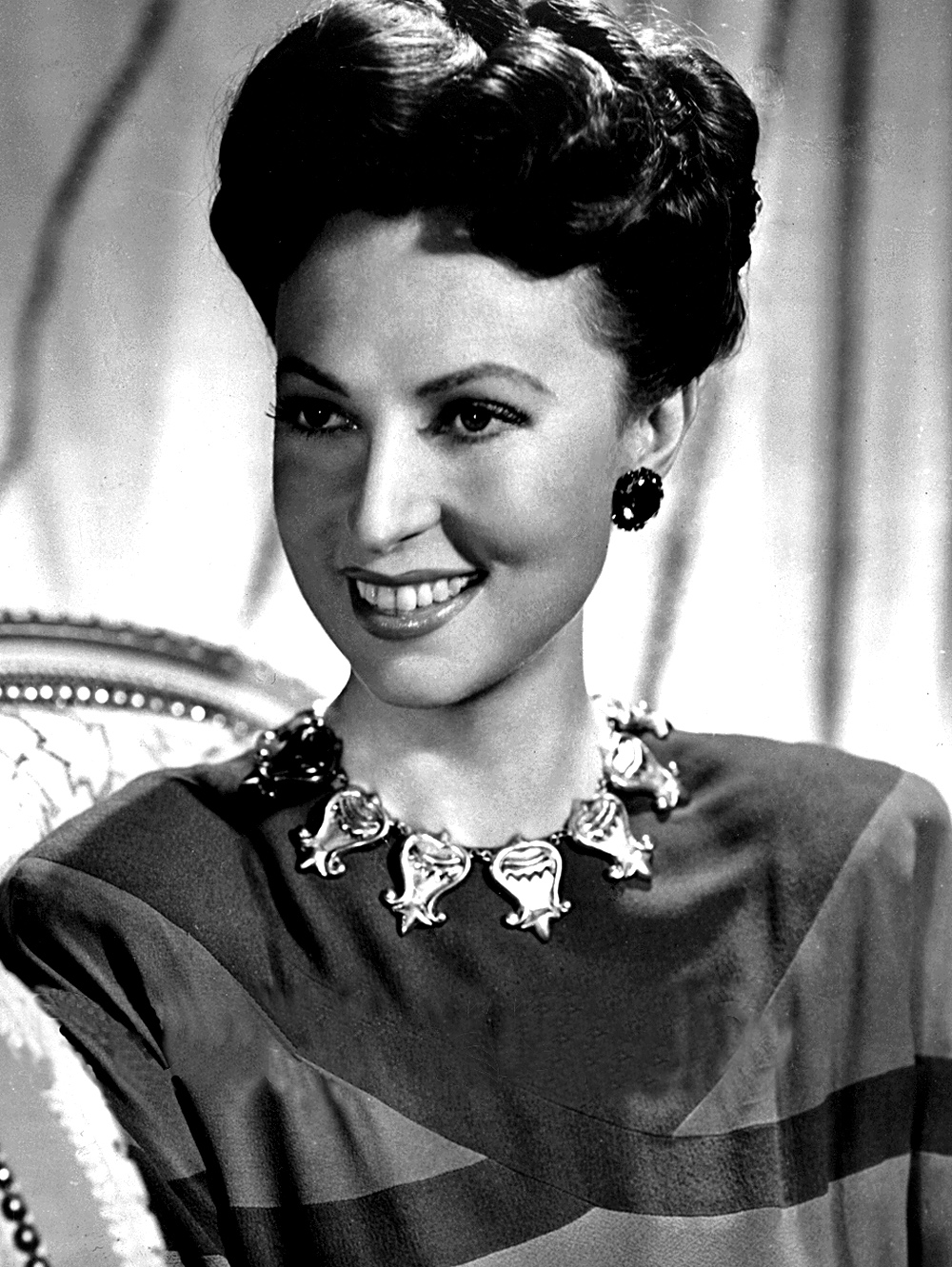
أغنيس مورهيد

كانت مسيرة مورهيد المبكرة غير مستقرة، ولم تكن قادرة على إيجاد عمل على الرغم من قدرتها على إيجاد فرصة لها في عمل مسرحي. ذكرت مورهيد لاحقًا خروجها من المنزل والعيش لمدة أربعة أيام دون طعام، وقالت إن هذه التجربة علمتها قيمة الدولار. وجدت عملاً في الراديو وازداد الطلب عليها بعد وقت قليل من ذلك، وغالبًا ما عملت في أكثر من برامج في اليوم الواحد. اعتقدت مورهيد أن العمل في الراديو قد قدم لها تدريبًا ممتازًا، وسمح لها بتطوير صوتها لخلق مجموعة متنوعة من العلامات المميزة فيه. قابلت مورهيد الممثلة هيلين هيز التي شجعتها على دخول مجال الأفلام، إذ باءت محاولاتها الأولى بالفشل. عادت مورهيد للعمل في الراديو بعد أن رُفِضت في الأفلام لكونها ليست من «النوع المناسب» لذلك.

### مسرح ميركوري
انضمت مورهيد بحلول عام 1937 إلى مسرح ميركوري التابع لأورسن ويلز كأحد الفنانين الرئيسيين إلى جانب جوزيف كوتين. قالت في مقابلة لها في البرنامج الحواري ذا ديك كافيتّ شاو في 19 فبراير عام 1973 إنها التقت بويلز بالصدفة في عام 1922 عندما كانت في الخامسة عشرة من عمرها وهو في السابعة من عمره في فندق والدورف أستوريا في نيويورك. أدت مورهيد دورًا في المسلسل الإذاعي ذا ميركوري ثياتر أون ذي إير، وأدت دور شخصية مارغو لين أمام ويلز في مسلسل ذا شادو. نقل ويلز مسرح ميركوري إلى هوليوود في عام 1939 حيث بدأ العمل في شركة إنتاج آر كي أوه بيكتشرز.
انضم إليه العديد من الممثلين الذين عملوا معه في الراديو، وظهرت مورهيد في فيلمها بدور الأم للشخصية التي أداها ويلز، وهي شخصية تشارلز فوستر كين في فيلم سيتيزين كين (المواطن كين) (1941)، والذي اعتبره معظم النقاد أحد أفضل الأفلام التي أُنتِجت على الإطلاق. شاركت مورهيد في فيلم ويلز الثاني بعنوان ذا ماغنيفيسينت أمبرسونز (آل أمبرسون الأجلاء) (1942)، وحصلت على جائزة نقاد السينما في نيويورك وترشيح لجائزة الأوسكار عن أدائها. ظهرت أيضًا في فيلم دجورني إنتو فير (1943)، وهو فيلم من إنتاج مسرح ميركوري.
تلقت مورهيد ملاحظات إيجابية عن أدائها في الفيلم الدرامي مسز. باركينغتون (1944)، وجائزة غولدن غلوب لأفضل ممثلة مساعدة وترشيح لجائزة الأوسكار. لعبت دورًا قويًا آخر في فيلم ذا بيغ ستريت (1942 مع هنري فوندا ولوسيل بال) وظهرت بعد ذلك في فيلمين فشلا في استقطاب الجمهور، وهما غوفيرمينت غيرل (1943) مع الممثلة أوليفيا دي هافيلاند وذا يونغيست بروفيشن (1944) مع الممثلة الطفلة فرجينيا ويدلر.

### الراديو
ظهرت مورهيد في دورها الإذاعي الأول كبديل عن دوروثي دينفير في دور شخصية مين جامب في المسلسل الكوميدي الإذاعي ذا جامبس. كانت مورهيد واحدة من أكثر الممثلات طلبًا في الدراما الإذاعية خلال الأربعينيات والخمسينيات من القرن الماضي وخاصة في المسلسل الإذاعي سوسبينس على إذاعة سي بي إس. شاركت مورهيد أكثر من أي ممثل أو ممثلة أخرى في المسلسل خلال فترة عرض الحلقة 946 منه. قُدِّمت في كثير من الأحيان في المسلسل باسم «السيدة الأولى في سوسبينس».
كان ظهورها الأكثر نجاحًا في المسلسل في مسرحية سوري، رونغ نمبر للكاتب لوسيل فليتشر، والذي عُرِض في 18 مايو عام 1943. لعبت مورهيد دور امرأة أنانية وعصبية تسمع مخطط جريمة قتل بأسلاك الهاتف وتكتشف في النهاية أنها هي الضحية المقصودة. أعادت الأداء ست مرات لمسلسل سوسبينس وعدة مرات في عروض إذاعية أخرى، وذلك باستخدام نصها الأصلي مطوي الصفحات دائمًا. سجلت ألبومًا من المسلسلات الدرامية الإذاعية في عام 1952، وأدت بعض المشاهد من القصة في عرضها المنفرد في الخمسينيات. لعبت باربرا ستانويك الدور في النسخة التي صوِّرت فيلمًا في عام 1948.
أدت مورهيد في عام 1941 دور شخصية ماغي في برنامج برينغينغ أب فازر القصير على إذاعة بلو نيتوورك. لعبت منذ عام 1942 حتى عام 1949 دور مدبرة منزل العمدة في النسخة الإذاعية من برنامج مايور أوف ذا تاون. لعبت أيضًا دور البطولة في مسلسل  ذي أميزينغ مسز. دانبيري، وهو مسلسل كوميدي عُرِض على إذاعة سي بي إس في عام 1946. وُصفت شخصية مورهيد الرئيسية بأنها «الأرملة النشيطة لمالك مخزن كبير، تملك لسانًا حادًا مثل الدبوس وقلبًا دافئًا مثل الصيف». لعبت مورهيد دورًا من أدوارها الأخيرة في 6 يناير عام 1974، وهو دور سيدة باسم آدا كانبي في الحلقة المثيرة للسخرية بعنوان «يُصعب قتل الأشياء القديمة»، وهي الحلقة الافتتاحية لمسلسل الدراما ميزيري ثياتر على إذاعة سي بي إس.

### أفلام خمسينيات وستينيات القرن العشرين
واصلت مورهيد العمل في الأفلام في الخمسينيات وظهرت على المسرح في جميع أنحاء البلاد. شملت أدوارها جولة وطنية لدورها في مشهد  دونجوان إن هيل من الدراما ذات الأربع مشاهد بعنوان مان آند سوبرمان للكاتب جورج بيرنارد شو، وشاركت في دور البطولة مع شارل بواييه، وتشارلو لوتون، وسيدريك هاردويك، وشاركت قبل برودواي في المسرحية الموسيقية الجديدة بعنوان ذا بينك دجانغل. ظهرت بدور سيدة مصابة بالوسواس المرضي اسمها مسز. سنو في فيلم من إنتاج شركة ديزني بعنوان بوليانا (1960). لعبت دور البطولة مع بيت ديفيس والممثلة أوليفيا دي هافيلاند وماري أستور وجوزيف كوتين في فيلم هاش هاش، سويت شارلوت (1964) بدور الخادمة فيلما، وهو دور رُشِّحت بسببه لجائزة الأوسكار لأفضل ممثلة مساعدة.

### التلفاز
حلّت مورهيد ضيفة شرف في العديد من المسلسلات في عام 1959، بما في ذلك المسلسل التلفزيوني ذا ريبيل وسلسلة المختارات التلفزيونية الكوا ثياتر. ألهم دورها في المسرحية الإذاعية سوري، رونغ نمبر كتّاب المسلسل التلفزيوني ذي توايلايت زون الذي يُعرض على قناة سي بي إس لكتابة حلقة مع أخذ مورهيد بعين الاعتبار. لعبت مورهيد دور امرأة تسكن في مزرعة معزولة اجتاحتها مجموعة من الدخلاء في حلقة «الغزاة» من مسلسل ذي توايلايت زون، والتي عُرِضت في 27 يناير عام 1961. قدّمت مورهيد أيضًا دورًا شهيرًا وشجاعًا مستخدمة صوتها فقط في مسرحية سوري، رونغ نمبر، وعُرض عليها نص دون حوار في حلقة «الغزاة».
ظهرت مورهيد ضيفة شرف في العديد من الأدوار، بما في ذلك مسلسل تشانينغ، وكستر، وراوهايد في حلقة «حادثة في بوكو تيمبو» بدور الأخت فرانسيس، ومسلسل ذا ريفلمان. مثّلت مورهيد شخصية الآنسة إيما فالنتاين في حلقة «ليلة الفالنتاين الشرير» في مسلسل ذا وايلد وايلد ويست في 10 فبراير عام 1967، وهو دور فازت به بجائزة الإيمي برايم تايم لأفضل ممثلة مساعدة مميزة في المسلسلات الدرامية.

## روابط خارجية
- أغنيس مورهيد على موقع IMDb (الإنجليزية)
- أغنيس مورهيد على موقع الموسوعة البريطانية (الإنجليزية)
- أغنيس مورهيد على موقع ألو سيني (الفرنسية)
- أغنيس مورهيد على موقع ميوزك برينز (الإنجليزية)
- أغنيس مورهيد على موقع تيرنر كلاسيك موفيز (الإنجليزية)
- أغنيس مورهيد على موقع أول موفي (الإنجليزية)
- أغنيس مورهيد على موقع قاعدة بيانات برودواي على الإنترنت (الإنجليزية)
- أغنيس مورهيد على موقع قاعدة بيانات الأفلام السويدية (السويدية)
- أغنيس مورهيد على موقع إن إن دي بي (الإنجليزية)
- أغنيس مورهيد على موقع ديسكوغز (الإنجليزية)